# Кримська обласна рада народних депутатів XX скликання
Кримська обласна рада народних депутатів двадцятого скликання — представничий орган Кримської області у 1987—1990 роках.
Нижче наведено список депутатів Кримської обласної ради 20-го скликання, обраних 21 червня 1987 року в загальних та особливих округах. Всього до Кримської обласної ради 20-го скликання було обрано 230 депутатів.
| Прізвище, ім'я, по-батькові          | Місто чи район           | Виборчий округ | Посада | Примітки                          |
| ------------------------------------ | ------------------------ | -------------- | --- | --------------------------------- |
| Абашидзе Дула Важайович              | Ленінський район         | № 173          | військовий, заступник начальника Сімферопольського вищого військово-політичного будівельного училища                                         |                                   |
| Адаменко Віра Олексіївна             | Євпаторія                | № 13           | кравчиня ательє № 7 Євпаторійської фабрики індивідуального пошиття і ремонту одягу                                                           |                                   |
| Адамень Федір Федорович              | Совєтський район         | № 216          | голова Совєтського райвиконкому |                                   |
| Алексєєв Валентин Віталійович        | Керч                     | № 29           | слюсар-монтажник управління «Південрибпромрозвідка»                                                                                          |                                   |
| Алексєєв Дмитро Васильович           | Джанкойський район       | № 138          | тракторист радгоспу «Молода гвардія» |                                   |
| Альохіна Валентина Володимирівна     | Алушта                   | № 6            | робітниця радгоспу-заводу «Алушта» |                                   |
| Антонова Валентина Юхимівна          | Сакський район           | № 193          | викладач Прибережненського радгоспу-технікуму                                                                                                |                                   |
| Арбузов Валерій Дмитрович            | Совєтський район         | № 218          | голова Кримської обласної ради профспілок |                                   |
| Артюшков Олександр Іванович          | Бахчисарайський район    | № 123          | електрозварник арматурного цеху заводу залізобетонних виробів Бахчисарайського комбінату «Будіндустрія»                                      |                                   |
| Багров Микола Васильович             | Нижньогірський район     | № 175          | 2-й секретар Кримського обласного комітету КПУ                                                                                               |                                   |
| Балагура Олександр Іванович          | Бахчисарайський район    | № 119          | завідувач відділу організаційно-партійної роботи Кримського обласного комітету КПУ                                                           |                                   |
| Барановський Василь Васильович       | Сімферополь              | № 62           | персональний пенсіонер, голова Кримської обласної ради ветеранів війни і праці                                                               |                                   |
| Баркар Наталія Олександрівна         | Сімферопольський район   | № 206          | робітниця консервного цеху колгоспу імені Жданова                                                                                            |                                   |
| Баталін Олександр Сергійович         | Сімферополь              | № 80           | директор Сімферопольського електромеханічного заводу                                                                                         |                                   |
| Беренштейн Нусик Борисович           | Сімферополь              | № 60           | головний інженер Кримського виробничого трикотажного об’єднання                                                                              |                                   |
| Бєловидов Олександр Сергійович       | Ленінський район         | № 168          | завідувач Кримського обласного відділу охорони здоров’я                                                                                      |                                   |
| Білка Ніна Гаврилівна                | Ялта                     | № 115          | завідувачка лабораторії клінічного санаторію імені XXII з’їзду КПРС                                                                          |                                   |
| Білоцерківська Любов Петрівна        | Чорноморський район      | № 227          | бригадир овочівницької бригади колгоспу «Більшовик»                                                                                          |                                   |
| Блощицин Володимир Олександрович     | Євпаторія                | № 18           | голова Євпаторійського міськвиконкому |                                   |
| Бобашинський Володимир Олександрович | Феодосія                 | № 94           | редактор газети «Кримська правда» |                                   |
| Божкевич Тетяна Миколаївна           | Джанкойський район       | № 135          | доярка колгоспу «Заповіт Леніна» |                                   |
| Божко Олександр Васильович           | Євпаторія                | № 16           | 1-й секретар Кримського обласного комітету ЛКСМУ                                                                                             |                                   |
| Бородкіна Олена Віталіївна           | Феодосія                 | № 92           | швачка-мотористка Феодосійської панчішної фабрики імені 60-річчя Радянської України                                                          |                                   |
| Брагін Михайло Іванович              | Джанкой                  | № 10           | бляшаник механічного цеху Джанкойського консервного заводу                                                                                   |                                   |
| Ваганова Марія Степанівна            | Судацький район          | № 224          | бригадир садівницької бригади радгоспу-заводу «Привітний»                                                                                    |                                   |
| Ванюшкіна Тетяна Дмитрівна           | Кіровський район         | № 144          | завідувачка молочнотоварної ферми колгоспу імені Червоної армії                                                                              |                                   |
| Васильєв Лев Олексійович             | Сакський район           | № 200          | заступник командувача Чорноморського флоту по тилу                                                                                           |                                   |
| Васильєва Галина Іванівна            | Ялта                     | № 107          | офіціантка санаторію «Орлине гніздо» |                                   |
| Ведмецька Марина Андріївна           | Євпаторія                | № 15           | вчителька середньої школи № 6 міста Євпаторії                                                                                                |                                   |
| Верещак Микола Іванович              | Нижньогірський район     | № 178          | слухач Вищої партійної школи при ЦК КПУ; голова Нижньогірського райвиконкому                                                                 |                                   |
| Відоменко Валерій Андроникович       | Ялта                     | № 101          | начальник управління КДБ по Кримській області                                                                                                |                                   |
| Вікентьєва Лідія Іванівна            | Саки                     | № 48           | лаборант централізованого відділу технічного контролю Сакського хімічного заводу імені 50-річчя Радянської України                           |                                   |
| Волков Микола Анатолійович           | Керч                     | № 42           | директор Керченського суднобудівного заводу «Затока» імені Бутоми                                                                            |                                   |
| Волков Михайло Олександрович         | Феодосія                 | № 90           | начальник Кримського обласного управління комунального господарства                                                                          |                                   |
| Волосенцев Юрій Анатолійович         | Кіровський район         | № 145          | бригадир садівничої бригади колгоспу «Дружба»                                                                                                |                                   |
| Воробей Олександр Олексійович        | Керч                     | № 31           | фідерник скло-керамічного цеху міжколгоспного скляного комбінату                                                                             |                                   |
| Воропай Наталія Володимирівна        | Сімферополь              | № 56           | старший продавець універмагу «Центральний» міста Сімферополя                                                                                 |                                   |
| Гетманчук В'ячеслав Михайлович       | Джанкой                  | № 8            | інструктор відділу організаційно-партійної роботи Кримського обласного комітету КПУ                                                          |                                   |
| Глєбов Михайло Петрович              | Сімферопольський район   | № 209          | бригадир тракторної бригади радгоспу-заводу «Сонячний»                                                                                       |                                   |
| Голєва Зоя Григорівна                | Ленінський район         | № 171          | доярка колгоспу «Ініціатива» |                                   |
| Голикова Олена Володимирівна         | Керч                     | № 34           | штукатур будівельного управління № 25 тресту «Керчметалургбуд»                                                                               |                                   |
| Головін Олексій Дмитрович            | Джанкой                  | № 11           | токар ремонтно-механічних майстерень Джанкойської пересувної механізованої колони № 8 тресту «Кримканалбуд»                                  |                                   |
| Головко Олександр Анатолійович       | Сімферопольський район   | № 210          | водій автомобіля експериментального тепличного комбінату «Сімферопольський»                                                                  |                                   |
| Гончарова Валентина Григорівна       | Джанкойський район       | № 140          | головний агроном радгоспу «Обільний» |                                   |
| Горбатов Валерій Іванович            | Нижньогірський район     | № 179          | голова правління колгоспу імені Крупської |                                   |
| Гордєєв Костянтин Петрович           | Кіровський район         | № 142          | голова Кіровського райвиконкому |                                   |
| Горчанюк Людмила Миколаївна          | Феодосія                 | № 91           | кравчиня Феодосійської фабрики індивідуального пошиття та ремонту одягу                                                                      |                                   |
| Грач Леонід Іванович                 | Керч                     | № 25           | завідувач відділу пропаганди і агітації Кримського обласного комітету КПУ                                                                    |                                   |
| Григорець Олександр Йосипович        | Сімферополь              | № 79           | тесляр будівельного управління № 7 тресту «Сімферопольпромбуд»                                                                               |                                   |
| Гришко Володимир Андрійович          | Сімферополь              | № 78           | секретар Кримської обласної ради профспілок                                                                                                  |                                   |
| Громова Марина Анатоліївна           | Феодосія                 | № 88           | машиніст сигаретних машин Феодосійської тютюнової фабрики                                                                                    |                                   |
| Гулевич Любов Федосіївна             | Сімферополь              | № 52           | полірувальниця цеху товарів народного вжитку заводу «Сімферопольсільмаш»                                                                     |                                   |
| Даниленко Михайло Макарович          | Білогірський район       | № 128          | голова Білогірського райвиконкому |                                   |
| Данильченко Владислава Станіславівна | Джанкойський район       | № 134          | бригадир-овочівник радгоспу імені 60-річчя Великої Жовтневої соціалістичної революції                                                        |                                   |
| Дикой Микола Миколайович             | Керч                     | № 38           | складальник-добудовник Керченського суднобудівного заводу «Затока» імені Бутоми                                                              |                                   |
| Діденко Людмила Павлівна             | Керч                     | № 36           | емалювальниця цеху емального посуду Керченського металургійного заводу імені Войкова                                                         |                                   |
| Дубіна Світлана Миколаївна           | Нижньогірський район     | № 180          | робітниця Нижньогірського консервного заводу                                                                                                 |                                   |
| Євдокименко-Ротару Софія Михайлівна  | Ялта                     | № 113          | солістка-вокалістка Кримської державної філармонії                                                                                           |                                   |
| Єпихіна Наталія Анатоліївна          | Ленінський район         | № 165          | доярка колгоспу імені Фрунзе |                                   |
| Єрмоліна Неоніла Олександрівна       | Сімферополь              | № 71           | завідувачка організаційно-інструкторського відділу Кримського облвиконкому                                                                   |                                   |
| Єфименко Олександр Іванович          | Первомайський район      | № 186          | голова Кримського обласного комітету ДТСААФ                                                                                                  |                                   |
| Жданов Михайло Георгійович           | Ялта                     | № 99           | змінний капітан теплохода «Комета-27» |                                   |
| Житеньов Віктор Петрович             | Судацький район          | № 225          | командувач Військово-повітряних сил Чорноморського флоту                                                                                     | повноваження припинені 21.09.1988 |
| Жолкієвський Володимир Васильович    | Ялта                     | № 104          | бригадир каменотесів будівельного управління № 31 тресту «Ялтакурортбуд»                                                                     |                                   |
| Загороднюк Ігор Олександрович        | Сімферополь              | № 72           | бортмеханік-інструктор Сімферопольського об’єднаного авіазагону                                                                              |                                   |
| Загоруйко Наталія Борисівна          | Сакський район           | № 195          | робітниця відділку № 5 радгоспу «Саки» |                                   |
| Заріченська Катерина Іванівна        | Керч                     | № 33           | шліфувальниця Керченського заводу скловиробів імені 60-річчя Великої Жовтневої соціалістичної революції                                      |                                   |
| Захарченко Галина Анатоліївна        | Ленінський район         | № 167          | штукатур-маляр пересувної механізованої колони № 128 тресту «Кримводбуд»                                                                     |                                   |
| Захарчук Галина Іванівна             | Керч                     | № 41           | обробниця риба Аршинцевського рибообробного філіалу об'єднання «Керчрибпром»                                                                 |                                   |
| Зеленська Валентина Іванівна         | Саки                     | № 51           | пекар-майстер госпрозрахункового комбінату хлібопечення Сакського РСТ                                                                        |                                   |
| Зелінський Олександр Лукич           | Красноперекопський район | № 161          | голова Красноперекопського райвиконкому |                                   |
| Зінов'єва Надія Миколаївна           | Керч                     | № 39           | ізолювальниця Керченської дільниці Сімферопольського спеціалізованого управління № 71 тресту «Термоізоляція»                                 |                                   |
| Зінченко Галина Леонідівна           | Керч                     | № 40           | машиніст конвеєра дробильно-збагачувальної фабрики Камиш-Бурунського залізорудного комбінату імені С. Орджонікідзе                           |                                   |
| Іванов Анатолій Васильович           | Бахчисарайський район    | № 120          | токар Альминського заводу будівельних матеріалів                                                                                             |                                   |
| Іванова Людмила Василівна            | Бахчисарайський район    | № 118          | агроном-ентомолог радгоспу-заводу імені Чкалова                                                                                              |                                   |
| Ізмайлов Віталій Віталійович         | Ялта                     | № 108          | 1-й секретар Ялтинського міського комітету КПУ                                                                                               | помер 8.03.1989 року              |
| Ільїна Неллі Іванівна                | Сакський район           | № 197          | агроном-ентомолог колгоспу «Росія» |                                   |
| Ілющенко Олена Петрівна              | Керч                     | № 27           | кравчиня Керченської фабрики індивідуального пошиття і ремонту одягу                                                                         |                                   |
| Каваценко Ганна Сергіївна            | Кіровський район         | № 146          | бригадир виноградарської бригади радгоспу-заводу «Золоте поле»                                                                               |                                   |
| Кадук В'ячеслав Петрович             | Євпаторія                | № 20           | шліфувальник Євпаторійського дослідного механічного заводу                                                                                   |                                   |
| Казак Леонід Васильович              | Сімферопольський район   | № 208          | голова Сімферопольського райвиконкому |                                   |
| Казарін Павло Федорович              | Ленінський район         | № 174          | Кримський обласний військовий комісар |                                   |
| Калиниченко Олександр Дмитрович      | Красногвардійський район | № 151          | голова правління колгоспу «Дружба народів»                                                                                                   |                                   |
| Калядін Борис Кузьмич                | Алушта                   | № 1            | голова Алуштинського міськвиконкому |                                   |
| Капшук Георгій Іванович              | Красногвардійський район | № 159          | секретар Кримського обласного комітету КПУ                                                                                                   |                                   |
| Карпач Рита Іванівна                 | Ялта                     | № 102          | маляр будівельного управління № 35 тресту «Ялтаміськжитлобуд»                                                                                |                                   |
| Кисельова Олександра Михайлівна      | Бахчисарайський район    | № 125          | вчителька російської мови і літератури середньої школи № 4                                                                                   |                                   |
| Князєва Валентина Олексіївна         | Совєтський район         | № 219          | садовод колгоспу «Росія» |                                   |
| Кобзаренко Марія Іванівна            | Сімферопольський район   | № 214          | тепличниця тепличного овочевого комбінату колгоспу імені Леніна                                                                              |                                   |
| Ковальова Тетяна Андріївна           | Джанкой                  | № 7            | токар-револьверник Джанкойського машинобудівного заводу                                                                                      |                                   |
| Коверко Лариса Дмитрівна             | Сімферопольський район   | № 207          | бригадир цеху селекційного стада курей радгоспу імені Дзержинського                                                                          |                                   |
| Ковтун Галина Михайлівна             | Алушта                   | № 4            | лікар-педіатр Алуштинської центральної міської лікарні                                                                                       |                                   |
| Кожан Валерій Олексійович            | Красногвардійський район | № 150          | майстер з ремонту устаткування Урожайненського комбінату хлібопродуктів № 1                                                                  |                                   |
| Кожин Борис Борисович                | Совєтський район         | № 220          | начальник штабу Кримської військово-морської бази                                                                                            |                                   |
| Козлов Сергій Миколайович            | Феодосія                 | № 89           | моторист-електрик портофлоту Феодосійського морського торговельного порту                                                                    |                                   |
| Колодяжна Галина Миколаївна          | Керч                     | № 35           | електрозварниця будівельного управління № 22 тресту «Керчметалургбуд»                                                                        |                                   |
| Комарова Олена Василівна             | Сімферополь              | № 69           | маляр Сімферопольського домобудівного комбінату імені XXVI з’їзду КПРС                                                                       |                                   |
| Компанієць Валентина Павлівна        | Джанкойський район       | № 136          | старший інженер-гідротехнік Лобанівської дільниці Джанкойського управління зрошувальних систем                                               |                                   |
| Кондратюк Наталія Гаврилівна         | Совєтський район         | № 217          | колгоспниця колгоспу «Перемога» |                                   |
| Костюк Світлана Василівна            | Ялта                     | № 114          | медична сестра санаторію «Дніпро» |                                   |
| Косянчук Василь Григорович           | Красноперекопський район | № 163          | директор радгоспу «П’ятиозерний» |                                   |
| Котов Юрій Георгійович               | Красногвардійський район | № 156          | водій автомобіля Октябрського ремонтного підприємства об’єднання «Кримспецсільгоспремонт»                                                    |                                   |
| Кравченко Володимир Іванович         | Керч                     | № 37           | голова Керченського міськвиконкому |                                   |
| Крадинова Світлана Олексіївна        | Ялта                     | № 112          | лікар-ординатор санаторію «Нижня Ореанда» |                                   |
| Красикова Тетяна Олександрівна       | Євпаторія                | № 24           | заступник голови Кримського облвиконкому |                                   |
| Кубишкін Володимир Федорович         | Сімферополь              | № 65           | завідувач кафедри внутрішніх хвороб Кримського медичного інституту                                                                           |                                   |
| Кубрушко Василь Леонтійович          | Ленінський район         | № 169          | голова Ленінського райвиконкому |                                   |
| Кулагін Володимир Іванович           | Судацький район          | № 222          | голова Судацького райвиконкому |                                   |
| Кулішко Галина Миколаївна            | Сімферополь              | № 68           | начальник Кримського обласного управління фінансів                                                                                           |                                   |
| Кунаш Тетяна Олексіївна              | Сімферополь              | № 82           | бракувальниця цегли цеху № 1 Сімферопольського заводоуправління будівельних матеріалів                                                       |                                   |
| Курашик Віталій Володимирович        | Красноперекопськ         | № 44           | заступник голови Кримського облвиконкому |                                   |
| Кучуро Федосія Петрівна              | Сімферополь              | № 55           | бригадир бригади контролерів відділу технічного контролю Сімферопольського заводу фурнітурних виробів імені М. Островського                  |                                   |
| Лавриненко Володимир Федорович       | Сімферополь              | № 81           | голова Сімферопольського міськвиконкому |                                   |
| Лакшинський Олексій Григорович       | Красногвардійський район | № 153          | 1-й секретар Красногвардійського районного комітету КПУ                                                                                      |                                   |
| Латушкіна Тамара Василівна           | Сакський район           | № 196          | пташниця птахофабрики «Первомайська» |                                   |
| Левакова Ніна Євгенівна              | Сімферополь              | № 75           | швачка-мотористка цеху № 1 Сімферопольської швейно-галантерейної фабрики                                                                     |                                   |
| Левіна Світлана Олександрівна        | Сакський район           | № 198          | робітниця ветеринарної лікарні радгоспу «Береговий»                                                                                          |                                   |
| Левченко Лідія Іванівна              | Красногвардійський район | № 157          | оператор інкубаторію племптахорадгоспу-репродуктора «Родина»                                                                                 |                                   |
| Лежніна Наталія Іванівна             | Сімферополь              | № 57           | робітниця цеху № 3 Сімферопольського виробничого шкіряно-взуттєвого об’єднання імені Дзержинського                                           |                                   |
| Леміш Борис Павлович                 | Алушта                   | № 2            | начальник Кримського обласного управління місцевої промисловості                                                                             |                                   |
| Лисенков Микола Іванович             | Саки                     | № 50           | бригадир комплексної бригади будівельного управління № 41 тресту «Євпаторіябуд»                                                              |                                   |
| Литвиненко Інна Іванівна             | Джанкойський район       | № 141          | завідувачка Кримського обласного відділу соціального забезпечення                                                                            | померла 26.09.1988                |
| Лишаєва Алла Євгенівна               | Сімферополь              | № 53           | монтажниця заводу телевізорів Сімферопольського виробничого об’єднання «Фотон»                                                               |                                   |
| Лімно Віра Іванівна                  | Сімферополь              | № 73           | пошивниця фурнітурного цеху Сімферопольської шкіргалантерейної фабрики                                                                       |                                   |
| Лук'яненко Костянтин Петрович        | Сімферополь              | № 64           | голова Кримського обласного комітету народного контролю                                                                                      |                                   |
| Макаренко Віктор Сергійович          | Сакський район           | № 199          | 1-й секретар Кримського обласного комітету КПУ, пенсіонер                                                                                    | повноваження припинені 14.10.1987 |
| Макарова Тетяна Григорівна           | Алушта                   | № 5            | старший продавець магазину № 54 торговельного об’єднання № 5 управління торгівлі Алуштинського міськвиконкому                                |                                   |
| Малиніна Світлана Іванівна           | Кіровський район         | № 147          | бригадир виноградарської бригади № 1 радгоспу-заводу «Старокримський»                                                                        |                                   |
| Малков Юрій Олександрович            | Сімферополь              | № 54           | начальник Кримського обласного управління побутового обслуговування населення                                                                |                                   |
| Марченко Ігор Михайлович             | Ялта                     | № 106          | шліфувальник цеху № 4 виробничого об’єднання «Таврія»                                                                                        |                                   |
| Матвєєв Віктор Васильович            | Сакський район           | № 192          | завідувач сільськогосподарського відділу Сакського міського комітету КПУ; голова Сакського райвиконкому                                      |                                   |
| Матюхін Валерій Анатолійович         | Феодосія                 | № 93           | начальник Феодосійського будівельного управління № 428 тресту «Кримморгідробуд»; голова Феодосійського міськвиконкому                        |                                   |
| Меренкова Валентина Сергіївна        | Ялта                     | № 105          | кухар їдальні готелю «Ялта» |                                   |
| Минько Неллі Вадимівна               | Сімферополь              | № 70           | контролер відділу технічного контролю заводу продовольчого машинобудування імені Куйбишева                                                   |                                   |
| Михайленко Олександр Станіславович   | Феодосія                 | № 95           | фрезерувальник Феодосійського механічного заводу                                                                                             | повноваження припинені 21.09.1988 |
| Мірошниченко Микола Павлович         | Первомайський район      | № 184          | голова Первомайського райвиконкому |                                   |
| Молчанов Валерій Володимирович       | Кіровський район         | № 149          | військовий |                                   |
| Моргунова Меланія Борисівна          | Білогірський район       | № 126          | бригадир малярів Білогірської пересувної механізованої колони № 6                                                                            |                                   |
| Мордвіна Ірина Олександрівна         | Сімферополь              | № 61           | секретар Кримського обласного комітету КПУ                                                                                                   |                                   |
| Морозов Василь Іванович              | Джанкой                  | № 12           | електромеханік Джанкойської дистанції сигналізації та зв’язку станції Джанкой                                                                |                                   |
| Москалець Наталія Віталіївна         | Кіровський район         | № 148          | зоотехнік-картотетник молочнотоварної ферми колгоспу «Україна»                                                                               |                                   |
| М'ятенко Валерій Іванович            | Сімферополь              | № 67           | слюсар електрорухомого складу Сімферопольського локомотивного депо Придніпровської залізниці                                                 |                                   |
| Набойченко Ірина Володимирівна       | Сімферополь              | № 83           | маляр спеціалізованого будівельного управління № 3 тресту «Сімферопольпромбуд»                                                               |                                   |
| Неклюдов Євген Васильович            | Роздольненський район    | № 190          | голова Роздольненського райвиконкому |                                   |
| Ніфонтов Іван Григорович             | Керч                     | № 32           | докер-механізатор Керченського морського торговельного порту                                                                                 |                                   |
| Новиков Володимир Іванович           | Красногвардійський район | № 160          | військовий |                                   |
| Обухова Ніна Михайлівна              | Нижньогірський район     | № 176          | бригадир птахотоварної ферми колгоспу імені XXI з’їзду КПРС                                                                                  |                                   |
| Олейников Анатолій Васильович        | Сімферопольський район   | № 205          | голова правління Кримської обласної спілки споживчих товариств                                                                               |                                   |
| Омелянський Микола Людвігович        | Чорноморський район      | № 229          | голова Чорноморського райвиконкому |                                   |
| Осипенко Віктор Петрович             | Керч                     | № 26           | голова риболовецького колгоспу імені Войкова                                                                                                 |                                   |
| Охріменко Віктор Андрійович          | Бахчисарайський район    | № 117          | токар радгоспу-заводу «Плодове» |                                   |
| Пакіна Антоніна Микитівна            | Ленінський район         | № 172          | доярка радгоспу «Марфівський» |                                   |
| Парталоха Олена Федорівна            | Сімферополь              | № 77           | водій тролейбуса Сімферопольського тролейбусного парку № 1                                                                                   |                                   |
| Пересунько В'ячеслав Петрович        | Ленінський район         | № 170          | начальник Кримського обласного управління культури                                                                                           |                                   |
| Петляк Ольга Павлівна                | Євпаторія                | № 19           | продавець універмагу «Центральний» управління торгівлі Євпаторійського міськвиконкому                                                        |                                   |
| Пігарєв Володимир Ілліч              | Ленінський район         | № 166          | секретар Кримського обласного комітету КПУ                                                                                                   |                                   |
| Піцуха Анатолій Васильович           | Саки                     | № 49           | заступник начальника Кримського обласного управління комунального господарства                                                               |                                   |
| Поварчук Любов Володимирівна         | Судацький район          | № 221          | робітниця розсадницької бригади радгоспу-заводу «Коктебель»                                                                                  |                                   |
| Польченко Валентина Олександрівна    | Сімферопольський район   | № 202          | бригадир тепличного комбінату колгоспу «Радянська Україна»                                                                                   |                                   |
| Поляков Анатолій Миколайович         | Роздольненський район    | № 189          | голова Кримського обласного комітету профспілки працівників агропромислового комплексу                                                       |                                   |
| Полякова Рада Іванівна               | Сакський район           | № 194          | бригадир овочівницької бригади радгоспу «Дружба»                                                                                             |                                   |
| Попкова Ганна Миколаївна             | Сімферополь              | № 63           | комплектувальниця Сімферопольського виробничого об’єднання «Пневматика»                                                                      |                                   |
| Попова Катерина Василівна            | Ялта                     | № 111          | бригадир-кондитер комбінату громадського харчування управління громадського харчування Ялтинського міськвиконкому                            |                                   |
| Пробий-Голова Валерій Борисович      | Джанкойський район       | № 139          | 1-й заступник голови агропромислового комітету Кримської області                                                                             |                                   |
| Прокопчук Михайло Іванович           | Сімферопольський район   | № 215          | начальник особливого відділу КДБ по Чорноморському флоту, контрадмірал                                                                       |                                   |
| Пронькін Микола Васильович           | Роздольненський район    | № 188          | чабан колгоспу імені Леніна |                                   |
| Рабешко Світлана Михайлівна          | Сімферополь              | № 66           | студентка Сімферопольського філіалу Дніпропетровського інженерно-будівельного інституту                                                      |                                   |
| Рибас Олександр Сергійович           | Красноперекопськ         | № 46           | старший майстер цеху «Титан-1» Кримського виробничого об’єднання «Титан»                                                                     |                                   |
| Родненко Олена Миколаївна            | Ялта                     | № 100          | телеграфістка Ялтинського міського виробничо-технічного вузла зв’язку                                                                        |                                   |
| Розгон Валентина Олександрівна       | Красноперекопський район | № 164          | бригадир рисівників радгоспу «50 років Жовтня»                                                                                               |                                   |
| Рощупкін Олександр Мефодійович       | Керч                     | № 28           | голова Кримського облвиконкому |                                   |
| Рудченко Алім Михайлович             | Сімферополь              | № 76           | начальник Кримського обласного статистичного управління                                                                                      |                                   |
| Руснак Пилип Гаврилович              | Судацький район          | № 223          | начальник Кримського обласного управління внутрішніх справ                                                                                   |                                   |
| Савенко Юрій Петрович                | Джанкойський район       | № 137          | завідувач Кримського обласного відділу народної освіти                                                                                       |                                   |
| Саєнко Яків Григорович               | Красногвардійський район | № 158          | голова колгоспу імені XXI з’їзду КПРС |                                   |
| Самохіна Галина Анатоліївна          | Бахчисарайський район    | № 122          | робітниця радгоспу-заводу «Ароматний» |                                   |
| Самсонов Борис Іванович              | Білогірський район       | № 130          | 1-й заступник голови Кримського облвиконкому, голова Кримського облагропрому                                                                 |                                   |
| Сахаров Юрій Іванович                | Білогірський район       | № 131          | секретар Кримського облвиконкому |                                   |
| Свєтушенко Світлана Володимирівна    | Керч                     | № 30           | продавець універмагу «Чайка» управління торгівлі Керченського міськвиконкому                                                                 |                                   |
| Селіванов Георгій Якимович           | Чорноморський район      | № 230          | 1-й заступник начальника політичного управління Чорноморського флоту                                                                         |                                   |
| Семенчук Микола Іванович             | Ялта                     | № 109          | начальник Кримського обласного управління пасажирського автотранспорту; голова Ялтинського міськвиконкому                                    |                                   |
| Семякіна Тамара Володимирівна        | Ялта                     | № 103          | продавець магазину № 6 торговельного об’єднання № 1 управління торгівлі Ялтинського міськвиконкому                                           |                                   |
| Сергєєв Олександр Терентійович       | Феодосія                 | № 97           | зварник Феодосійського механічного заводу |                                   |
| Сєдойкіна Світлана Альбертівна       | Джанкой                  | № 9            | касир-контролер магазину № 50 управління торгівлі Джанкойського міськвиконкому                                                               |                                   |
| Силін Іван Михайлович                | Феодосія                 | № 96           | начальник Кримського обласного управління торгівлі                                                                                           |                                   |
| Сильнов Геннадій Петрович            | Сімферополь              | № 87           | начальник комбінату «Кримбуд» |                                   |
| Сиротенко Іван Іванович              | Красногвардійський район | № 154          | голова Красногвардійського райвиконкому |                                   |
| Ситник Сергій Олексійович            | Євпаторія                | № 14           | токар-автоматник машинобудівного заводу |                                   |
| Сіваченко Анатолій Володимирович     | Красноперекопськ         | № 47           | голова Кримського обласного комітету із телебачення і радіомовлення                                                                          |                                   |
| Слободанюк Петро Васильович          | Бахчисарайський район    | № 121          | тракторист колгоспу «Україна» |                                   |
| Смирнова Валентина Павлівна          | Сімферополь              | № 58           | набійниця малюнків цеху друку Сімферопольської фабрики текстильно-художніх виробів                                                           |                                   |
| Смирнова Людмила Миколаївна          | Красногвардійський район | № 155          | садовод колгоспу імені Кірова |                                   |
| Соловйовський Анатолій Васильович    | Джанкойський район       | № 133          | голова Джанкойського райвиконкому |                                   |
| Сороченко Марина Леонідівна          | Євпаторія                | № 21           | маляр будівельного управління № 55 тресту «Євпаторіябуд»                                                                                     |                                   |
| Сосницька Ніна Миколаївна            | Сімферополь              | № 74           | студентка Кримського сільськогосподарського інституту імені Калініна                                                                         |                                   |
| Соцкова Лідія Михайлівна             | Сімферополь              | № 85           | доцент кафедри фізичної географії СРСР Сімферопольського державного університету імені Фрунзе                                                |                                   |
| Стратій Віктор Володимирович         | Чорноморський район      | № 226          | помічник бурильника Чорноморського управління розвідувального буріння виробничого об’єднання з видобутку нафти і газу «Чорноморнафтогазпром» |                                   |
| Сухарєва Наталія Василівна           | Сімферопольський район   | № 203          | садовод колгоспу «Шлях Леніна» |                                   |
| Тамашов Олександр Георгійович        | Сімферополь              | № 84           | начальник автоколони № 2 Сімферопольського автотранспортного підприємства № 34327                                                            |                                   |
| Таратун Петро Миколайович            | Білогірський район       | № 127          | старший агроном тепличного комбінату колгоспу «Росія»                                                                                        |                                   |
| Тесак Зіновій Дмитрович              | Алушта                   | № 3            | прокурор Кримської області |                                   |
| Типпа Ахтем Музаффарович             | Первомайський район      | № 185          | головний агроном радгоспу «Олексіївський» |                                   |
| Ткаченко Тетяна Миколаївна           | Нижньогірський район     | № 177          | бригадир птахотоварної ферми колгоспу імені Войкова                                                                                          |                                   |
| Трубило Ольга Олександрівна          | Сімферопольський район   | № 213          | старший лаборант Сімферопольської овоче-баштанної дослідної станції                                                                          |                                   |
| Тюріна Людмила Олександрівна         | Бахчисарайський район    | № 116          | щепій щепильного комплексу колгоспу імені XXII з’їзду КПРС                                                                                   |                                   |
| Умнов Олександр Борисович            | Красногвардійський район | № 152          | токар експериментального плодорозсадницького господарства «Мир»                                                                              |                                   |
| Усиніна Ганна Петрівна               | Первомайський район      | № 183          | начальниця молочнотоварного комплексу колгоспу імені Калініна                                                                                |                                   |
| Ушакова Надія Петрівна               | Ялта                     | № 110          | методист відділу організаційно-методичної роботи Всесоюзного піонерського табору «Артек» імені Леніна                                        |                                   |
| Фалін Михайло Олександрович          | Білогірський район       | № 132          | тракторист колгоспу «Гірський» |                                   |
| Федулічев Павло Онисимович           | Сімферопольський район   | № 201          | інспектор відділу організаційно-партійної роботи ЦК КПУ                                                                                      |                                   |
| Фенко Віра Іванівна                  | Чорноморський район      | № 228          | голова виконкому Далеківської сільської ради                                                                                                 |                                   |
| Фокіна Зінаїда Григорівна            | Сімферополь              | № 59           | телеграфістка Сімферопольського поштамту | повноваження припинені 19.04.1989 |
| Хулапа Валентина Василівна           | Євпаторія                | № 23           | листоноша Євпаторійського міського вузла зв’язку                                                                                             |                                   |
| Цівадзе Шукрі Юсупович               | Кіровський район         | № 143          | керуючий Кримської обласної контори Держбанку СРСР                                                                                           |                                   |
| Чайковський В'ячеслав Федорович      | Красноперекопськ         | № 45           | 1-й секретар Красноперекопського міського комітету КПУ                                                                                       |                                   |
| Челюскін Геннадій Гаврилович         | Роздольненський район    | № 191          | командир 1-ї дивізії протиповітряної оборони (ППО)                                                                                           |                                   |
| Чорна Надія Олександрівна            | Роздольненський район    | № 187          | бригадир молочнотоварної ферми № 1 радгоспу «Рисовий»                                                                                        |                                   |
| Чуловська Світлана Денисівна         | Красноперекопськ         | № 43           | штукатур-маляр будівельного управління № 50 тресту «Перекопхімбуд»                                                                           |                                   |
| Шамайло Ніна Костянтинівна           | Красноперекопський район | № 162          | робітниця насіннярської бригади № 1 радгоспу «Красноперекопський»                                                                            |                                   |
| Шандра Тетяна Степанівна             | Первомайський район      | № 182          | заступник голови Кримської обласної планової комісії                                                                                         |                                   |
| Шатохін Володимир Степанович         | Нижньогірський район     | № 181          | військовий |                                   |
| Шебаниць Наталія Павлівна            | Феодосія                 | № 98           | бригадир виноградарської бригади відділка № 3 радгоспу-заводу «Феодосійський»                                                                |                                   |
| Шевченко Євген Васильович            | Сімферопольський район   | № 212          | директор радгоспу «Гвардійський» |                                   |
| Шевякова Ніна Василівна              | Білогірський район       | № 129          | робітниця радгоспу «Зеленогірський» |                                   |
| Шекета Леонтій Іванович              | Бахчисарайський район    | № 124          | голова Бахчисарайського райвиконкому |                                   |
| Шешуков Вікентій Іванович            | Сімферопольський район   | № 211          | заступник голови Кримського облвиконкому, голова обласної планової комісії                                                                   |                                   |
| Шульга Світлана Павлівна             | Євпаторія                | № 22           | кондитер комбінату харчування управління громадського харчування Євпаторійського міськвиконкому                                              |                                   |
| Шумакова Лариса Анатоліївна          | Сімферополь              | № 86           | намотувальниця Сімферопольського електромеханічного заводу                                                                                   |                                   |
| Юрик Галина Олександрівна            | Сімферопольський район   | № 204          | помічник бригадира відділка № 5 птахофабрики «Южная»                                                                                         |                                   |
| Ярова Валентина Іванівна             | Євпаторія                | № 17           | завідувачка третього терапевтичного відділення першої Євпаторійської міської лікарні                                                         |                                   |
| Гіренко Андрій Миколайович           | Сакський район           | № 199          | 1-й секретар Кримського обласного комітету КПУ                                                                                               | дообраний 28.02.1988              |
| Квітко Олександр Іванович            | Сімферополь              | № 59           | токар | дообраний 11.06.1989              |
| Мазурін Віктор Федорович             | Ялта                     | № 108          | архітектор | дообраний 11.06.1989              |
| Кротенко Євген Дем'янович            | Феодосія                 | № 95           | завідувач відділу будівництва Кримського обласного комітету КПУ                                                                              | дообраний 2.12.1988               |
| Фурсенко Л.С.                        | Джанкойський район       | № 141          | | дообраний 2.12.1988               |
| Фадєєв Микола Миколайович            | Судацький район          | № 225          | командувач Військово-повітряних сил Чорноморського флоту                                                                                     | дообраний 2.12.1988               |

8 липня 1987 року відбулася 1-а сесія Кримської обласної ради народних депутатів 20-го скликання. Головою виконкому обраний Рощупкін Олександр Мефодійович; першими заступниками голови виконкому — Федулічев Павло Онисимович  і Самсонов Борис Іванович (голова ради обласного агропромислового об'єднання);  заступниками голови виконкому — Красикова Тетяна Олександрівна, Курашик Віталій Володимирович, Шешуков Вікентій Іванович; секретарем облвиконкому — Сахаров Юрій Іванович.
Членами виконкому ради обрані: Волков Микола Анатолійович, Ковтун Галина Михайлівна, Коверко Лариса Дмитрівна, Лавриненко Володимир Федорович, Лисенков Микола Іванович, Лишаєва Алла Євгенівна,  Лук'яненко Костянтин Петрович, Саєнко Яків Григорович, Семенчук Микола Іванович.
Головами комісій Кримської обласної Ради обрані: мандатної — Балагура Олександр Іванович (до 7.12.1989), планово-бюджетної — Рудченко Алім Михайлович, з питань промисловості, транспорту і зв'язку — Чайковський В'ячеслав Федорович, з питань агропромислового комплексу — Адамень Федір Федорович, з питань народної освіти — Соцкова Лідія Михайлівна, з питань культури — Грач Леонід Іванович, з питань торгівлі і громадського харчування — Омелянський Микола Людвігович, з питань науково-технічного прогресу — Кравченко Володимир Іванович, з питань охорони природи і раціонального використання природних ресурсів — Даниленко Михайло Макарович, з питань побутового обслуговування населення — Неклюдов Євген Васильович  (до 7.12.1989), з питань будівництва і промисловості будівельних матеріалів — Калядін Борис Кузьмич, з питань праці і побуту жінок, охорони материнства і дитинства — Мордвіна Ірина Олександрівна (до 27.12.1988) та Ярова Валентина Іванівна (з 27.12.1988), з питань житлово-комунального господарства і благоустрою — Піцуха Анатолій Васильович, з питань соціалістичної законності і охорони державного та громадського порядку — Блощицин Володимир Олександрович, з питань охорони здоров'я і соціального забезпечення — Кубишкін Володимир Федорович, у справах молоді — Казак Леонід Васильович, з питань курортів — Гришко Володимир Андрійович.
Сесія затвердила обласний виконавчий комітет у складі: голова планової комісії — Шешуков Вікентій Іванович, завідувач відділу народної освіти — Савенко Юрій Петрович, завідувач відділу охорони здоров'я — Бєловидов Олександр Сергійович, завідувач відділу соціального забезпечення — Литвиненко Інна Іванівна, завідувач організаційно-інструкторського відділу — Єрмоліна Неоніла Олександрівна, завідувач відділу з питань праці — Дубов Валентин Федорович, завідувач відділу цін — Вареников І.Д., завідувач відділу з питань курортів — Пеньковський О.В., завідувач відділу з питань по використанню житлового фонду — Сергучов В.Г., завідувач юридичного відділу — Мартин Аліна Павлівна, завідувач відділу запису актів громадського стану (ЗАГС) — Федосенко О.С., завідувач архівного відділу — Гурбова Л.В., завідувач загального відділу — Ярликова Антоніна Іванівна, завідувач господарського відділу — Крюченко Микола Іванович, завідувач відділу комплексного економічного і соціального розвитку — Михайлов С.О., завідувач відділу економіки та науково-технічного прогресу — Филимонов А.К., начальник відділу у справах будівництва і архітектури — Колесников П.Я., начальник відділу юстиції — Хандога В.П., начальник управління внутрішніх справ — Руснак Пилип Гаврилович, начальник фінансового управління — Кулішко Галина Миколаївна, начальник управління торгівлі — Силін Іван Михайлович, начальник управління місцевої промисловості — Леміш Борис Павлович, начальник управління побутового обслуговування населення — Малков Юрій Олександрович, начальник управління комунального господарства — Волков Михайло Олександрович, начальник управління культури — Пересунько В'ячеслав Петрович, начальник управління меліорації і водного господарства — Шавін Олександр Федорович, начальник управління капітального будівництва — Карпович В.Ф., начальник управління житлового господарства — Іваненко І.С., начальник управління лісового господарства і лісозаготівель — Ісаєнко О.Б., начальник управління у справах видавництв, поліграфії і книжкової торгівлі — Букетов В.І., начальник управління професійно-технічної освіти — Вибрик І.Г., начальник аптечного управління — Радченко В.Д., начальник виробничого управління будівництва та експлуатації автомобільних доріг — Тюкін І.Ф., начальник управління з питань заготівель і постачання паливом населення, комунально-побутових підприємств і установ — Царенко Віктор Григорович,, начальник управління громадського харчування — Костюченко Ф.Ф., начальник управління хлібопродуктів — Гнойовий М.А., начальник виробничо-технічного управління зв'язку — Гончарук О.А., начальник управління кінофікації — Осипов М.М., начальник управління з питань охорони державних таємниць у пресі — Гузенко В.В., голова комітету з телебачення і радіомовлення — Сіваченко Анатолій Володимирович, голова комітету з фізичної культури і спорту — Гостєв Микола Тимофійович, голова комітету народного контролю — Лук'яненко Костянтин Петрович.
Головою Кримського обласного суду обраний Тютюнник Михайло Степанович, головним арбітром Держарбітражу затверджений Алсуф'єв В.В.